# Andrius Kubilius
Andrius Kubilius (Vilnius, 8 dicembre 1956) è un politico lituano, Commissario europeo per la difesa e lo spazio nella Commissione von der Leyen II dal 1° dicembre 2024 ed in precedenza Ministro presidente della Lituania dal 1999 al 2000 e dal 2008 al 2012. Kubilius è esponente del partito conservatore Unione della Patria - Democratici Cristiani di Lituania, partito di cui è stato presidente dal 2003 al 2015.

## Biografia
Dopo il diploma alla 22ª Scuola Superiore di Vilnius, Kubilius si iscrisse all'Università di Vilnius alla Facoltà di Fisica, fino al 1979. Continuò la sua carriera accademica e gli studi post laurea all'Università di Vilnius dal 1981 al 1984.
Kubilius divenne membro del movimento indipendentista Sąjūdis. Divenne poi Segretario Esecutivo del Consiglio di Sąjūdis; poco dopo il ritorno della Lituania all'indipendenza, Kubilius fu eletto al Seimas (il Parlamento lituano). Da allora, è sempre stato una figura attiva nella politica lituana. È divenuto membro dell'Unione della Patria - Cristiano Democratici Lituani nel 1993.
Kubilius ha condotto l'Unione della Patria alle elezioni dell'ottobre 2008, dove i conservatori hanno sconfitto i Social Democratici, portando Kubilius ad essere il principale candidato a Primo Ministro. Il 27 novembre 2008 Kubilius fu nominato ufficialmente Primo ministro; ricevette 89 voti a favore, 27 contro e 16 astenuti tra i membri del Seimas. Kubilius è stato sconfitto alle elezioni parlamentari dell'ottobre 2012.
Kubilius parla lituano, russo e inglese.

## Famiglia
La moglie Rasa Kubilienė è una violinista presso l'Orchestra Sinfonica Nazionale Lituana; la coppia ha due figli.